# Marileidy Paulino
Marileidy Paulino (Nizao, Provincia de Peravia; 25 de octubre de 1996)es una atleta dominicana. En los Juegos Olímpicos de París 2024 obtuvo la medalla de oro en los 400m individual, además del récord olímpico con un tiempo de 48.17, siendo la primera mujer dominicana en lograr dicho mérito. Compitió junto al equipo nacional mixto de relevos 4 × 400m a ganar una medalla de plata en los Juegos Olímpicos de Tokio 2020 corriendo su parte en 48,7 segundos junto a sus compañeros Lidio Andrés Feliz, Alexander Ogando y Anabel Medina Ventura. También obtuvo la medalla de plata en los 400m individual. 
Obtuvo un tiempo de 49.20 cuando estuvo compitiendo junto a la atleta de Bahamas Shaunae Miller-Uibo y la estadounidense Allyson Felix.
Paulino ganó medallas de bronce como miembro de los equipos nacionales de relevos en los Juegos Centroamericanos y del Caribe 2018 (relevos 4 × 100m) y Relevos Mundiales 2021 (4 × 400m mixtos). Compitió en los 200 metros en el Campeonato Mundial de 2019 llegando a las semifinales. Tiene récords de República Dominicana en los 200m, 400m, así como en el relevo 4 × 400m y el relevo mixto 4 × 400m.
Marileidy Paulino ha ganado el segundo lugar en Oregón 2022 al lograr el mismo resultado que en Tokio 2020 sobre los 400m: la medalla de plata. Participó también en El Campeonato Mundial de Atletismo 2023 (The World Athletics Championships) celebrado en Budapest, obteniendo el Oro en la categoría de los 400m, registrando un tiempo de 48.77.

## Vida personal
Paulino mide 1,72m (5 pies 8 pulgadas) de altura y nació en Don Gregorio, Nizao, República Dominicana, el 25 de octubre de 1996. Vive en una familia monoparental.  Criada por su madre, Anatalia Paulino y es la quinta de seis hermanos. Las dificultades experimentadas la inspiraron a establecer una fundación para ayudar a los huérfanos y este sigue siendo un sueño que lleva en su mente y alma. Paulino fue descubierta mientras estudiaba en la escuela secundaria Alirio Paulino en su ciudad natal de Nizao y comenzó a trabajar en deportes. Estuvo a punto de formar parte de la selección nacional de balonmano. Después de jugar durante un año, el entonces ministro de deportes la vio compitiendo y fue incluida en el campo de atletismo y reclutada por la Federación de Atletismo. Comenzó a practicar atletismo descalza. Su entrenador cubano la define como una persona disciplinada. Como cristiana , ella ha declarado que su talento natural fue dado por Dios, quien ella proclamó, la ha retenido. A partir de 2021, estudia educación física en la Universidad Autónoma de Santo Domingo.
Es miembro de la Fuerza Aérea de República Dominicana, y el 10 de septiembre del 2023 fue ascendida al grado de Segundo Teniente, habiendo ganado varias medallas en los Juegos Militares de República Dominicana.
Se convirtió el 9 de agosto del 2024 en la primera dominicana que gana una medalla de oro en unos Juegos Olímpicos, París 2024, con tiempo de 48.17 segundos que hasta ahora es su récord personal.
La velocista y primera medallista olímpica de República Dominicana en el atletismo, corrió la final de los 400 metros femeninos en el Stade de France.